# Ekkehard Fasser
Ekkehard Fasser (Glaris, 3 de septiembre de 1952-Zúrich, 8 de abril de 2021) fue un deportista suizo que compitió en bobsleigh en la modalidad cuádruple.
Participó en dos Juegos Olímpicos de Invierno, obteniendo una medalla de oro en Calgary 1988, en la prueba cuádruple (junto con Kurt Meier, Marcel Fässler y Werner Stocker), y el cuarto lugar en Sarajevo 1984, en la misma prueba.
Ganó una medalla de oro en el Campeonato Mundial de Bobsleigh de 1983 y tres medallas en el Campeonato Europeo de Bobsleigh entre los años 1983 y 1987.

## Palmarés internacional
| Juegos Olímpicos   | Juegos Olímpicos             | Juegos Olímpicos  | Juegos Olímpicos |
| Año                | Lugar                        | Medalla           | Prueba           |
| ------------------ | ---------------------------- | ----------------- | ---------------- |
| 1988               | Calgary (Canadá)             | Medalla de oro    | Cuádruple        |
| Campeonato Mundial |                              |                   |                  |
| Año                | Lugar                        | Medalla           | Prueba           |
| 1983               | Lake Placid (Estados Unidos) | Medalla de oro    | Cuádruple        |
| Campeonato Europeo |                              |                   |                  |
| Año                | Lugar                        | Medalla           | Prueba           |
| 1983               | Sarajevo (Yugoslavia)        | Medalla de oro    | Cuádruple        |
| 1984               | Igls (Austria)               | Medalla de bronce | Cuádruple        |
| 1987               | Cervinia (Italia)            | Medalla de bronce | Cuádruple        |